# Snegovoj
Lo Snegovoj (in russo Снеговой?, che, tradotto in italiano, vuol dire "nevoso") è un vulcano a scudo del tardo Quaternario situato nella Kamčatka settentrionale all'estremità nord-est della catena Centrale.
Il vulcano si trova circa 10 km a est-nord-est del vulcano Ostryj. La sua altezza massima è di 2 169 m.